# Municipio de Lower Hominy
El municipio de Lower Hominy (en inglés: Lower Hominy Township) es un municipio ubicado en el  condado de Buncombe en el estado estadounidense de Carolina del Norte. En el año 2010 tenía una población de 9.491 habitantes.

## Geografía
El municipio de Lower Hominy se encuentra ubicado en las coordenadas 35°33′19.4″N 82°38′25.46″O / 35.555389, -82.6404056.